# Benoît Cauet
Benoît Cauet (Châtellerault, 2 de maio de 1969) é um ex-futebolista e treinador de futebol francês que atuava como meio-campista. Também trabalhou como comentarista esportivo.

## Carreira de jogador
Nascido em Châtellerault, passou na base de ASPTT Nantes e Olympique de Marseille, sendo integrado ao elenco principal em 1987. A estreia como profissional foi em fevereiro de 1988, na vitória por 2 a 0 sobre o Matra Racing (atual Racing Club de France), tendo marcado seu primeiro gol neste jogo. Pelo OM, foi bicampeão nacional em suas 2 últimas temporadas pelo clube e também venceu uma Copa da França.
Teve ainda uma passagem destacada pelo Caen entre 1990 e 1994, além de ter jogado por Nantes (onde venceu o Campeonato Francês de 1994–95) e Paris Saint-Germain antes de se mudar para a Internazionale, depois que o ex-meia espanhol Luis Suárez Miramontes recomendou a contratação de Cauet ao treinador Luigi Simoni.
Em 5 temporadas e 3 meses pela equipe nerazzurra, disputou 149 partidas (101 pela Série A italiana, 22 pela Copa da Itália e 24 por torneios continentais) e marcou 7 gols, vencendo a Copa da UEFA de 1997–98.
Fora dos planos do técnico argentino Héctor Cúper, foi negociado com o Torino em outubro de 2001. Perdeu espaço após iniciar sua passagem com os Granata, passando 
a ser alternativa a Simone Vergassola, Riccardo Maspero e Diego De Ascentis. Após 17 jogos e um gol marcado em um dérbi contra a Juventus, em fevereiro de 2002, Cauet assinou com o Como, que voltava à primeira divisão após 13 anos, fazendo parte de uma lista de contratações feitas pelo presidente Enrico Preziosi: além do francês, chegaram aos Lariani o brasileiro Juarez, o uruguaio Daniel Fonseca e os italianos Pasquale Padalino, Fabrizio Ferron, Fabio Pecchia, Benito Carbone, Nicola Amoruso e Nicola Caccia. Embora tivesse atuado em 34 jogos (foi o jogador que mais atuou na temporada), o meio-campista não evitou a queda do Como para a Série B na condição de vice-lanterna. No final da carreira, jogou por Bastia, CSKA Sofia e Sion, onde se aposentou em 2006.
Mesmo com boas atuações durante suas passagens por Nantes e Internazionale, Cauet não chegou a ser convocado para a Seleção Francesa devido à concorrência na sua posição.

## Estilo de jogo
Em sua carreira de jogador, Cauet era um meio-campista técnico e conhecido por seu estilo combativo e suas movimentações sem bola, além de ter capacidade para fazer ligações com outros meias e até iniciar jogadas de ataque. Atuando mais como volante ou meia central (também chegou a jogar pelo lado esquerdo, embora fosse destro), destacava-se por sua inteligência tática e também por ser um ganhador de bolas

## Carreira de comentarista e treinador
Após deixar os gramados, Cauet trabalhou como comentarista esportivo na Inter Channel (atual Inter TV) e Telenova, tendo participado dos programas La Domenica Sportiva e Controcampo. Ele também integrou a equipe de comentaristas da Sportitalia em jogos de futebol internacional.
Entre 2010 e 2018, foi técnico e olheiro das categorias de base da Internazionale, e após ter recusado uma proposta do CSKA Sofia (penúltimo clube da carreira profissional de Cauet) para ser treinador em 2015., estreou na função em 2019, no Concarneau. Comandou os Thoniers em 44 jogos até fevereiro de 2020, quando foi demitido.
Seu último clube foi o Châteauroux, da Ligue 2 (segunda divisão francesa), vencendo apenas uma vez em 12 partidas disputadas.

## Vida pessoal
Seu filho, Kévin Cauet,  não chegou a atuar profissionalmente como jogador, trabalhando como auxiliar-técnico no Botev Vratsa e no Concarneau entre 2017 e 2020.

## Títulos
Olympique de Marseille
- Ligue 1: 1988–89, 1989–90
- Coupe de France: 1988–89

Nantes
- Ligue 1: 1994–95

Internazionale
- Copa da UEFA: 1997–98

CSKA Sofia
- Liga Profissional Búlgara de Futebol A: 2004–05[14]

FC Sion
- Copa da Suíça: 2005–06

### Individual
- Pirata d'Oro (Jogador do Ano da Internazionale): 1999[15]